# Перссон, Элизабет
Элизабе́т Пе́рссон (швед. Elisabeth Persson; род. 21 января 1964, Умео) — шведская кёрлингистка. Играла на позиции первого в национальной сборной Швеции.
Она участвовала в двух зимних Олимпийских играх, где сборная Швеции заняла третье (1998) и пятое (2002) места. Четырёхкратная чемпионка мира, четырёхкратная чемпионка Европы, восьмикратная чемпионка Швеции среди женщин.
В 2020 вместе со всей своей командой, четырёхкратными чемпионами мира, введена в Международный зал славы кёрлинга.

## Достижения
- Зимние Олимпийские Игры: бронза (1998).
- Чемпионат мира по кёрлингу среди женщин: золото (1992, 1995, 1998, 1999), бронза (1993, 1994).
- Чемпионат Европы по кёрлингу: золото (1992, 1993, 1997, 2000), серебро (1996), бронза (1995).
- Чемпионат Швеции по кёрлингу среди женщин: золото (1992, 1993, 1995, 1996, 1997, 2000, 2002, 2006)[6], серебро (1999).
- Чемпионат Швеции по кёрлингу среди юниоров: золото (1985)[7].

## Команды
| Сезон                                          | Четвёртый          | Третий           | Второй          | Первый           | Запасной                                                       | Турниры                      |
| ---------------------------------------------- | ------------------ | ---------------- | --------------- | ---------------- | -------------------------------------------------------------- | ---------------------------- |
| 1984—85                                        | Элизабет Юханссон  | Элизабет Перссон | Катарина Нюберг | Эва-Лена Юнссон  |                                                                | ЧЕЮ 1985 (4 место)           |
| 1991—92                                        | Элизабет Юханссон  | Катарина Нюберг  | Луиз Мармонт    | Элизабет Перссон | Анника Лёф                                                     | ЧМ 1992                      |
| 1992—93                                        | Элизабет Юханссон  | Катарина Нюберг  | Луиз Мармонт    | Элизабет Перссон | Анника Лёф (ЧМ)                                                | ЧЕ 1992 · ЧМ 1993            |
| 1993—94                                        | Элизабет Юханссон  | Катарина Нюберг  | Луиз Мармонт    | Элизабет Перссон | Ева Лунд (ЧЕ), Хелена Свенссон (ЧМ) тренер: Ян Страндлунд (ЧЕ) | ЧЕ 1993 · ЧМ 1994            |
| 1994—95                                        | Элизабет Густафсон | Катарина Нюберг  | Луиз Мармонт    | Элизабет Перссон | Хелена Свенссон                                                | ЧМ 1995                      |
| 1995—96                                        | Элизабет Густафсон | Катарина Нюберг  | Луиз Мармонт    | Элизабет Перссон | Элизабет Ханссон тренер: Ян Страндлунд                         | ЧЕ 1995                      |
| 1996—97                                        | Элизабет Густафсон | Катарина Нюберг  | Луиз Мармонт    | Элизабет Перссон | Маргарета Линдаль тренер: Ян-Улов Нессен                       | ЧЕ 1996                      |
| 1997—98                                        | Элизабет Густафсон | Катарина Нюберг  | Луиз Мармонт    | Элизабет Перссон | Маргарета Линдаль тренер: Ян Страндлунд                        | ЧЕ 1997 · ЗОИ 1998 · ЧМ 1998 |
| 1998—99                                        | Элизабет Густафсон | Катарина Нюберг  | Луиз Мармонт    | Элизабет Перссон | Маргарета Линдаль тренер: Микаэль Хассельборг                  | ЧМ 1999                      |
| 1999—00                                        | Элизабет Густафсон | Катарина Нюберг  | Луиз Мармонт    | Элизабет Перссон | Кристина Бертруп тренер: Ян Страндлунд                         | ЧМ 2000 (5 место)            |
| 2000—01                                        | Элизабет Густафсон | Катарина Нюберг  | Луиз Мармонт    | Элизабет Перссон | Кристина Бертруп тренеры: Ян Страндлунд, Стефан Хассельборг    | ЧЕ 2000                      |
| 2001—02                                        | Элизабет Густафсон | Катарина Нюберг  | Луиз Мармонт    | Элизабет Перссон | Кристина Бертруп тренер: Ян Страндлунд                         | ЗОИ 2002 (6 место)           |
| 2005—06                                        | Камилла Юханссон   | Катарина Нюберг  | Мио Хассельборг | Элизабет Перссон | Linda Ohlsson                                                  | ЧШЖ 2006                     |
| 2006—07                                        | Камилла Юханссон   | Катарина Нюберг  | Мио Хассельборг | Элизабет Перссон | Linda Ohlsson тренер: Пер Нурен                                | ЧЕ 2006 (6 место)            |
| Кёрлинг среди смешанных команд (mixed curling) |                    |                  |                 |                  |                                                                |                              |
| 2013—14                                        | Элизабет Перссон   | Jörgen Högkvist  | Катарина Нюберг | Roland Karlsson  |                                                                | ЧШСК 2014 (13 место)         |

(скипы выделены полужирным шрифтом)